# Świnicka Koleba Niżnia
Świnicka Koleba Niżnia – jaskinia, a właściwie schronisko, w Dolinie Pięciu Stawów Polskich w Tatrach Wysokich. Wejście do niej znajduje się w południowo-wschodnim zboczu Gąsienicowej Turni, w pobliżu szczytu, poniżej Świnickiej Koleby, na wysokości 2235 metrów n.p.m. Długość jaskini wynosi 5 metrów, a jej deniwelacja 3 metry.

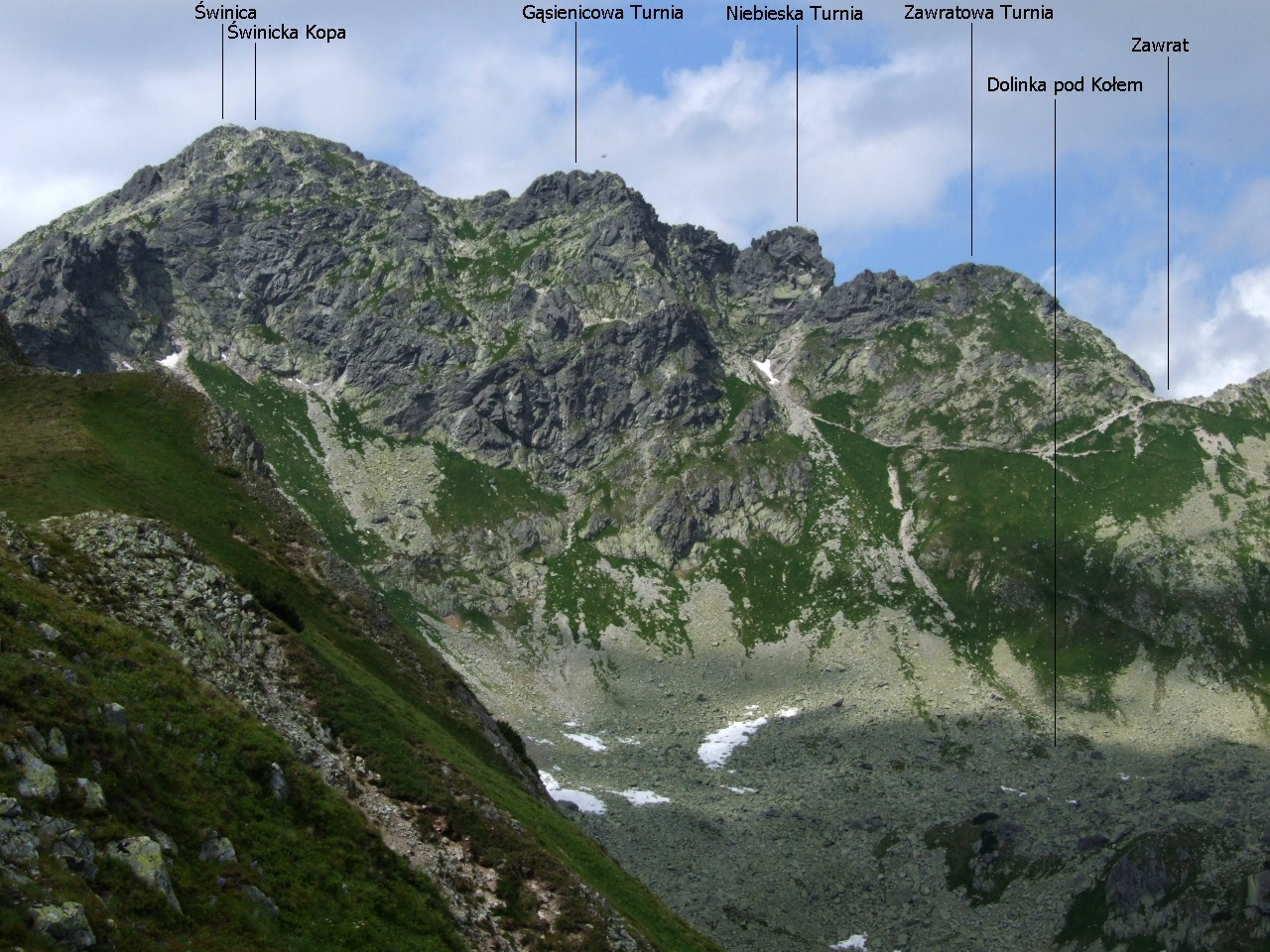
Widok z Gładkiej Przełęczy na południowo-wschodnie zbocze Gąsienicowej Turni

## Opis jaskini
Jaskinię stanowi idący stromo do góry korytarz zaczynający się w dużym, trójkątnym otworze wejściowym, a kończący wnęką po 4 metrach.

## Przyroda
W jaskini nie ma nacieków. Ściany są wilgotne, rosną na nich mchy, glony i porosty.

## Historia odkryć
Jaskinię odkryli prawdopodobnie w 1913 roku H. Kunzk, K. Młodzianowski i Mariusz Zaruski wchodząc jako pierwsi południowo-wschodnią ścianą na Gąsienicową Turnię.